# 御船氏主
御船 氏主（みふね の うじぬし）は、平安時代初期の貴族・儒学者。姓は宿禰。官位は従五位上・大学博士。

## 経歴
大学博士として、延暦19年（800年）生まれの滋善宗人の若い頃に三礼（『儀礼』『周礼』『礼記』）を教授したとされることから、弘仁から天長年間（820-830年代）頃には既に大学博士の任にあったか。天長8年（831年）外従五位下に叙せられる。
仁明朝に入り、天長10年（833年）本拠地を河内国から平安京の右京六条に改める。その後、引き続き大学博士を務める一方で、承和元年（834年）従五位下、承和8年（841年）従五位上に叙せられている。あるとき、経学を深く尊んでいた仁明天皇に召されて、助教・苅田種継と経義について議論した際、氏主は礼を執り、種継は伝を挙げ、激しい議論の末、決着がつかなかったとの逸話がある。

## 官歴
『六国史』による。
- 時期不詳：正六位上。大学博士
- 天長8年（831年） 正月4日：外従五位下
- 天長10年（833年） 8月17日：本居貫附右京六条
- 承和元年（834年） 正月7日：従五位下
- 承和8年（841年） 11月20日：従五位上
- 承和10年（843年） 6月28日：兼越中守、大学博士如元